# Pour un baiser
Pour le western muet de Francis J. Grandon, voir Pour un baiser (film, 1918).
Pour plus de détails, voir Fiche technique et Distribution.
Pour un baiser (titre original : Quality Street) est un film américain en noir et blanc réalisé par George Stevens, sorti en 1937.
Une version muette avait été tournée en 1927 : La Galante Méprise (Quality Street), avec Marion Davies et Conrad Nagel.

## Synopsis
Dans les années 1800, une jeune fille, Phoebe Throssel, pense que le docteur Brown, qui l'avait embrassée un soir, va lui demander sa main, mais celui-ci part à la guerre. Dix ans se passent. Phoebe et sa sœur ont ouvert une école et quand le Dr Brown revient, il a des mots malheureuses sur l'air fatigué et « vieilli » de la jeune femme. Celle-ci, piquée au vif, décide d'endosser le rôle de Livvy, une jeune fille, nièce de Phoebe, et qui fait tourner la tête de tous les jeunes gens, afin de se venger du docteur Brown.

## Fiche technique
- Titre français : Pour un baiser
- Titre original : Quality Street
- Réalisation : George Stevens
- Scénario : Allan Scott et Mortimer Offner, d'après la pièce Quality Street (play) (en) de J. M. Barrie (1901)
- Musique : Roy Webb
- Décors : Hobe Erwin et Van Nest Polglase
- Costumes : Walter Plunkett
- Photographie : Robert De Grasse
- Montage : Henry Berman
- Production : Pandro S. Berman
- Société de production et de distribution : RKO Pictures
- Pays de production :  États-Unis
- Langue originale : anglais américain
- Format : noir et blanc — 35 mm — 1,37:1 — son : mono (RCA Victor System)
- Genre : comédie dramatique
- Durée : 83 minutes
- Dates de sortie :
  - États-Unis : 26 mars 1937
  - France : 28 mai 1937

## Distribution
- Franchot Tone : Dr Valentine Brown
- Katharine Hepburn : Phoebe Throssel
- Fay Bainter : Susan Throssel, la soeur de Phoebe
- Cora Witherspoon : Patty, la servante des Throssel
- Eric Blore : le sergent recruteur
- Estelle Winwood : Mary Willoughby
- Helena Grant (non créditée) : Fanny Willoughby
- Florence Lake (non créditée) : Henrietta Turnbull
- Joan Fontaine (non créditée) : Charlotte Parratt
- Roland Varno (non crédité) : l'officier Blades
- William Bakewell (non crédité) : le lieutenant Spicer